# زمین حاصل‌خیز (فیلم)
زمین حاصل‌خیز (به انگلیسی: Fertile Ground) یک فیلم سینمایی آمریکایی محصول سال ۲۰۱۱ میلادی در ژانر فیلم ترسناک به کارگردانی آدام گیراش است. این فیلم به عنوان بخشی از خط کمپانی افتر دارک فیلمز در تاریخ ۲۸ ژانویه ۲۰۱۱ منتشر شد و بازیگر اصلی فیلم لیشا هایلی در نقش یک زن حامله‌ای که خود را در معرض چندین واقعه عجیب فوق طبیعی قرار می‌دهد. نقش آفرینی می‌کند.

## بازیگران
- لیشا هایلی در نقش امیلی ویور
- گیل هارولد در نقش نات ویور
- جامی باسمان در نقش مری ویور
- چلسی راس در نقش آوری
- جونل کندی در نقش بریتانی مک گراو[۲][۳][۴][۵][۶][۷][۸][۹]